# Protocalliphora seminuda
Protocalliphora seminuda är en tvåvingeart som beskrevs av Sabrosky, Bennett och Whitworth 1989. Protocalliphora seminuda ingår i släktet Protocalliphora och familjen spyflugor.
Artens utbredningsområde är New Mexico. Inga underarter finns listade i Catalogue of Life.